# Drosophila wauana
Drosophila wauana är en tvåvingeart som beskrevs av Toyohi Okada och Carson 1982. Drosophila wauana ingår i släktet Drosophila och familjen daggflugor.
Artens utbredningsområde är Nya Guinea.